# Kishanganj
Kishanganj (en hindi: किशनगंज ) es una ciudad de la India, centro administrativo del distrito de Kishanganj, en el estado de Bihar.

## Geografía
Se encuentra a una altitud de 43 m s. n. m. a 250 km de la capital estatal, Patna, en la zona horaria UTC +5:30.

## Demografía
Según estimación 2011 contaba con una población de 107 187 habitantes.